# Arthur Zanetti
Arthur Nabarrete Zanetti (* 16. dubna 1990 São Caetano do Sul) je brazilský reprezentant ve sportovní gymnastice. Měří 156 cm a váží 61 kg, gymnastice se věnuje od svých sedmi let a členem reprezentace je od roku 2007. Je zaměstnancem brazilského letectva v hodnosti seržanta.
Na Letních olympijských hrách 2012 vyhrál soutěž ve cvičení na kruzích a stal se prvním latinskoamerickým olympijským vítězem v gymnastice. Na domácích Letních olympijských hrách 2016 obsadil druhé místo na kruzích a šesté v soutěži družstev. Na mistrovství světa ve sportovní gymnastice vyhrál na kruzích v roce 2013, v letech 2011 a 2014 získal stříbrnou medaili. Je vítězem Univerziády z let 2011 a 2013 a Panamerických her 2011 a 2015, na Jihoamerických hrách získal tři zlaté medaile.
V letech 2012 a 2014 byl vyhlášen brazilským sportovcem roku.